# 十念寺 (長野市)
十念寺（じゅうねんじ）は長野県長野市南長野西後町に存在する浄土宗の寺院。山号は紫雲山、院号は頼朝院。善光寺七寺に挙げられる場合がある。

## 歴史
寺伝によれば、建久8年（1197年）に源頼朝が善光寺を参詣した際に、阿弥陀三尊が出現し十念を授けたことにより、頼朝が寺領を寄進し、僧念阿良慶を開山として創建したと伝わる。実際には『仏向派血脈譜』から、南北朝時代初期に、時宗の一向俊聖の高弟である一願阿聖が開山したとされる。大塔合戦を描いた『大塔物語』には、守護方の大量の戦死者の死骸を十念寺の聖と善光寺妻戸衆が埋葬したことが記されており、その墓地には応永15年（1408年）に十阿上人のために建てられた板碑がある。
その後は無住となり荒廃したが、寛永年間（1624年〜1645年）に寛慶寺住職円誉秀甫が入寺し重興となり、現在に至る。弘化4年（1847年）の善光寺地震では本堂や大仏堂などが倒壊している。

## 境内
嘉永3年（1850年）再建の本堂、天保11年（1840年）再建の観音堂、大仏堂、秋葉神社があり、本堂には本尊の阿弥陀如来が安置されている。
大仏堂の大仏阿弥陀坐像は、美作国誕生寺22世の正道が願主となり寛政11年（1799年）に造立された。　観音堂は、東大寺を再建した重源が請来した十一面観音を、寛永年間に大勧進の重慶が迎えて建立した。秋葉社は当初北面堂といい、十念寺5世単了が宝永2年（1705年）に戸隠神社から勧請し、地震後に立川和四郎富昌が修復を行い、社殿に彫刻を残している。